# Terravecchia
Terravecchia è un comune italiano di 561 abitanti della provincia di Cosenza. 
L'abitato è posto su un colle, a 472 metri s.l.m., sul versante sinistro della valle incisa dal fiume Nica', lungo la ex strada statale 108 ter Silana di Cariati, ora SP 260. Nella direzione verso il mare Ionio, si raggiunge Cariati. Procedendo verso la Sila, si raggiunge San Giovanni in Fiore, passando per Savelli.
È uno dei pochi comuni italiani con il PIL pro capite sotto la soglia dei 10.000 euro.
Da segnalare il percorso archeologico che, attraverso le colline circostanti, porta all'antica cinta muraria delimitante il primitivo insediamento dei Bruzi (IV secolo a.C.).

## Storia[3]
Il centro urbano di Terravecchia è sorto in epoca medioevale, in una zona già abitata, ma ripopolata da quanti, per l’insalubrità delle marine e per paura delle incursioni saracene, lasciavano le proprie case per rifugiarsi in posti non facilmente raggiungibili dai predoni che venivano dal mare.
Il toponimo Terra Veterj indica la terra vecchia, per distinguerla dal luogo nuovo dove era stata edificata la cittadina di Cariati.
Le prime notizie certe e documentate risalgono al 1474 quando re Ferrante d’Aragona donò Cariati e l’agro di Terra Vecchia a Geronimo De Riario, nipote di papa Sisto IV, e da questi la proprietà fu venduta nel luglio 1482, a Geronimo Sanseverino principe di Bisignano, ma dopo appena 4 anni, passò al conte di Sarno Francesco Coppola, che perse subito il feudo per aver partecipato alla seconda congiura dei baroni contro gli aragonesi. Cariati, e anche Terravecchia, nel 1497 fu concessa al nipote del nuovo papa Alessandro VI (Borgia), ma 8 anni dopo, il 1505, terre, uomini e bestie furono donate a Giovanbattista Spinelli. Alla morte del feudatario (1551), l’eredità passò alla figlia Francesca, che nel 1565 sposò il cugino Scipione, duca di Seminara (RC), portandogli in dote l’intera proprietà feudale.
Il ramo degli Spinelli di Seminara con una gestione allegra e disinteressata portò al dissesto economico le finanze della famiglia. L’intera contea cariatese, compresa Terravecchia, fu venduta all’asta ed acquistata per 73.000 ducati da Carlo, padre di Scipione. Il duca riscattò l’onore della famiglia e il 15 novembre 1565 il sovrano Filippo II di Spagna concedette a Cariati, con le sue città, le terre, i casali, gli uomini, i vassalli, i valvassori ed integralmente nel suo stato, il privilegio del titolo di Principato, che la famiglia Spinelli mantenne in perpetuo.
Nel maggio 1698, per una consistente somma di denaro, il principe Antonio Spinelli, vendette il possesso e le rendite feudali, oltre al potere giurisdizionale, di Cariati e Terravecchia al futuro principe di Campana, Bartolo Sanbiase che mantenne l’amministrazione dei due paesi fino all’eversione della feudalità.
Nel decennio francese e l’attuazione del nuovo sistema organizzativo dei comuni e dei distretti, nel 1807 Terravecchia perse l’autonomia esercitata fino a quel momento come Università e dal gennaio 1808 fu unita a Cariati come rione. La forzata unificazione fu subita con disagio dai terravecchiesi che, convinti della loro specificità sociale e culturale, fecero continue petizioni per riottenere l’autonomia.
Il 14 aprile 1921 segnò l’inizio dell’iter amministrativo che portò alla separazione definitiva da Cariati con la promulgazione della legge n. 425, pubblicata sulla Gazzetta ufficiale n. 99 del Regno d’Italia.

### Simboli
Lo stemma e il gonfalone del comune di Terravecchia sono stati concessi con decreto del presidente della Repubblica del 21 giugno 2010.
Il gonfalone è un drappo di rosso.

## Monumenti e luoghi d'interesse

### Il parco archeologico di Pruija
A 3 chilometri dal centro urbano di Terravecchia, in una posizione dominante e di controllo sul corso del fiume Hylias, l’odierno torrente Fiumenicà, vi è l’interessante sito archeologico di Pruija con fortificazioni di età brettia (IV-III secolo a.C.). Recenti scavi hanno riportato alla luce parte di un’imponente cinta muraria, persistente per circa 450 m e larga 1,60 m, con una torre circolare d’avvistamento del diametro esterno di 7,65 m. Innestata nello stesso muro vi è un'altra torre che fortifica il pendio settentrionale con un diametro di 9 metri. Il sistema di fortificazione serviva per difendere i versanti meridionali e settentrionali del pianoro.
L'insediamento fortificato faceva parte della rete di centri fortificati Brettii della costa ionica e che includevano - oltre Pruiìa, Castiglione di Paludi ed i centri fortificati di  Cerasello e Muraglie a Pietrapaola.

### L’albero della libertà

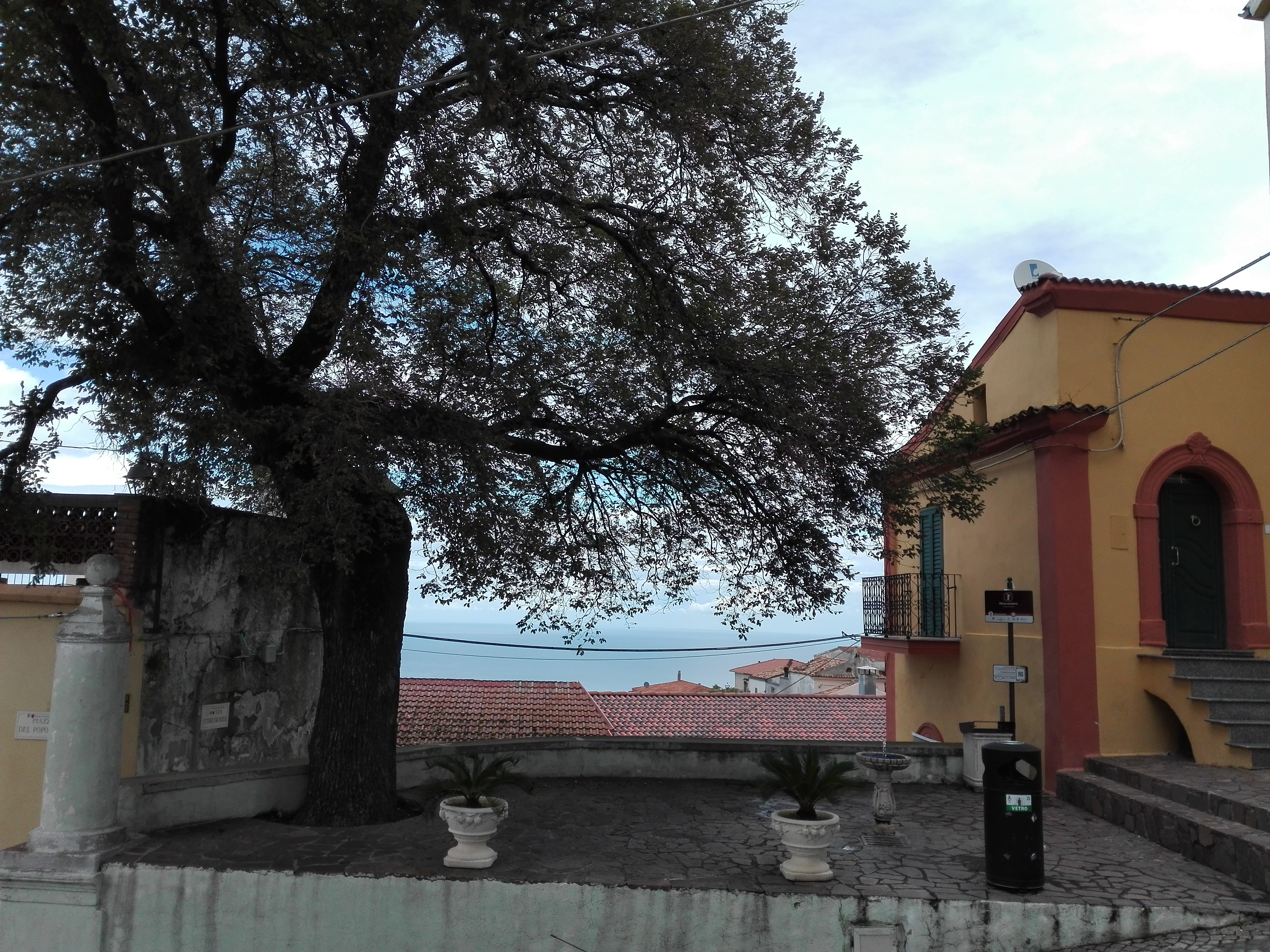
L'olmo secolare

Nel 1799 durante la Repubblica Napoletana, nei comuni che avevano aderito alle nuove idee illuministiche contro la monarchia borbonica, nelle piazze principali venne piantato un albero della libertà, simbolo di una rinascita civile delle popolazioni. L'esercito della Santa Fede del cardinale Fabrizio Ruffo riportò l’ordine restituendo il dominio del Regno di Napoli a Ferdinando IV di Borbone; nei comuni che si erano ribellati vennero arrestati i capi della rivoluzione, e bruciati o tagliati gli alberi della libertà che erano stati piantati. Solo alcuni di questi alberi della libertà sono rimasti al loro posto: a Squillace, Montepaone e Terravecchia. Si tratta di un olmo, che sta per superare i 220 anni ed il cui tronco ha un diametro di 80 cm, mentre la chioma si estende per circa 15 metri.

### La chiesa di San Pietro in vincoli
Fin dalla sua fondazione, Terravecchia ha avuto una chiesa parrocchiale, ma tante sono state le vicissitudini che l’hanno contraddistinta. Subì gravi lesioni durante il terremoto del 24 aprile 1836, qualche anno dopo fu restaurata ma, per vari errori, il campanile crollò arrecando seri danni al tetto e alla struttura della chiesa. Nel 1860 fu ultimato il restauro, ma un cedimento del terreno il 3 gennaio 1878, la fece crollare dalle fondamenta. Neanche il ricorso al re d’Italia servì per ridare dignità alla chiesa terravecchiese. L’attuale struttura è stata ricostruita tra il 1906 e il 1922 con le offerte degli emigranti. Notevole il campanile maiolicato.

## Società

### Evoluzione demografica
Abitanti censiti

## Amministrazione
L'elezione del 2008 ha presentato due casi molto rari. Malgrado il comune abbia meno di 15.000 abitanti, è stato necessario ricorrere al ballottaggio, a causa del verificarsi del raro caso in cui i due candidati principali abbiano ricevuto lo stesso identico numero di voti. Al ballottaggio, il sindaco Mauro Santoro è risultato vincitore dell'elezione per un solo voto di differenza rispetto alla avversaria principale, Giuseppina Tangari, 333 voti contro 332, caso anche questo abbastanza raro.